# Shamim Chowdhury
Shamim Chowdhury (em bengali:  শামীম চৌধুরী) é uma jornalista inglesa que trabalha na televisão e na imprensa.

## Primeiros anos
Os pais de Chowdhury nasceram no Paquistão Oriental e se mudaram para o Reino Unido no início da década de 1970. Ela é de herança Sylhet. O falecido general Muhammad Ataul Gani Osmani, comandante em chefe das forças de libertação do Paquistão Oriental de 1971, é seu tio-avô e cresceu na mesma casa que seu avô paterno, o falecido Azadur Rahman Chowdhury, que era o chefe dos correios. general do distrito de Sylhet de Bangladesh.
Chowdhury é bacharel pela Queen Mary Universidade de Londres, mestre pelo Birkbeck, Universidade de Londres e pós-graduada em jornalismo impresso pela City University London.

## Carreira
Chowdhury começou no jornalismo impresso e escreveu para vários jornais nacionais britânicos, como The Daily Express, The Daily Mail, The Daily Telegraph e The Independent, na qual escreveu vários artigos de opinião sobre uma série de questões sociopolíticas. Ela também costumava ter sua própria coluna no jornal de língua inglesa de Bangladesh, Bangla Mirror.
Em 2007, Chowdhury começou a trabalhar para a Al Jazeera English como vice-editora de notícias. Seus papéis posteriores incluíram editora de notícias, repórter e produtora. Ela estava trabalhando principalmente em Londres, mas também trabalhou ocasionalmente no principal centro de notícias em Doha, no Catar. Ela esteve envolvida em uma ampla gama de histórias para o canal, incluindo a crise na Ucrânia de 2013, o colapso do complexo de edifícios Rana Plaza em Bangladesh e as eleições em Bangladesh. Ela era considerada a especialista em Bangladesh do canal.
Desde 2015, ela trabalha como correspondente estrangeira para o canal de notícias da televisão turca, TRT World. Durante esse tempo, ela fez cobertura de dentro da Síria, Iraque, Coreia do Sul, Jerusalém, Bangladesh, Mongólia, Sri Lanka, Filipinas, além de muitos países europeus. Ela também produziu e relatou uma série exclusiva de reportagens sobre a economia emergente de Bangladesh, incluindo um documentário de meia hora sobre o assunto.
Suas entrevistas incluem Binali Yildirim, ex-primeiro-ministro turco; Gowher Rizvi, Assessor de Assuntos Internacionais do Primeiro Ministro de Bangladesh, Sheikh Hasina; e Kamal Hossain, líder da oposição de Bangladesh.[carece de fontes?]
Ela também escreveu extensivamente para The Huffington Post sobre uma grande quantidade de questões sociopolíticas.
Sua experiência anterior na televisão incluem trabalhos na BBC, ITN e Sky News.
Chowdhury participou de debates sobre assuntos atuais e políticos na Câmara dos Lordes e em programas de discussão ao vivo na televisão.
Desde outubro de 2013, Chowdhury é membro do painel de jurados do Asian Media Awards.

## Vida pessoal
Chowdhury é muçulmana e vive no oeste de Londres. Ela já visitou mais de 65 países, incluindo partes do Oriente Médio, África e Ásia. Em uma ocasião, ela trabalhou com uma importante instituição de caridade para ajudar a construir um centro comunitário em uma parte remota do Camboja.